# Meeno Peluce
Miro Fiore «Meeno» Peluce (Ámsterdam, 26 de febrero de 1970) es un fotógrafo estadounidense y exactor infantil, nacido en los Países Bajos.

## Biografía
Peluce nació en Ámsterdam, en los Países Bajos, hijo de Sondra N. Londy, una mánager personal y gerente de un servicio de comidas, y de Floyd N. Peluce, un contable público. Tiene una hermanastra, la actriz Soleil Moon Frye, cuyo padre es el actor Virgil Frye.
Con su cabello rizado y oscuro y su aspecto travieso, Peluce hizo apariciones como actor invitado en varios programas de la televisión estadounidense durante la década de 1970 y 1980, incluyendo Starsky y Hutch, Benson, Diff'rent Strokes, The Incredible Hulk, Happy Days, The A-Team, Silver Spoons, Manimal, Remington Steele y en Punky Brewster, junto a su hermanastra (que interpretaba el papel protagonista). Entre sus papeles regulares en televisión se encuentran Tanner Boyle en The Bad News Bears, Daniel Best en Best of the West y como Jeffrey Jones en Voyagers!. Apareció en el episodio piloto de la serie M*A*S*H y en  W*A*L*T*E*R, con Gary Burghoff.
También trabajó como escritor y director. Ha aparecido en varias películas televisivas como Night Cries, Fast Friends, en la miniserie World War III y en la versión teatral de The Amityville Horror, como uno de los niños Lutz. Peluce también apareció en el video musical The Last in Line, del grupo musical Dio.

## Vida personal
En 1984, Peluce quedó devastado por la muerte de su compañero y amigo de la serie Voyagers! Jon-Erik Hexum. En 1998 habló sobre el accidente de su amigo en el programa Mysteries and Scandals: The Death of Jon-Erik Hexum.
Posteriormente a su carrera como actor infantil, asistió a la universidad y estudió la carrera de Historia, dando clases en la Hollywood High School a finales de la década de 1990. Regresó a la interpretación en 1998, coguionizando y  produciendo Wild Horses (también Lunch Time Special) con su hermanastra Soleil Moon Frye, y en el año 2001 apareció en Alex in Wonder (también titulado Sex and a Girl).
Actualmente, vive con su esposa Ilse y con sus dos hijas, India y Mette, en Los Ángeles. Trabaja como fotógrafo y ha realizado numerosas sesiones para estrellas de cine. Muchas de sus fotografías y escritos se encuentran en su sitio web.